# Worship Music
Worship Music е десети студиен албум на траш метъл групата Anthrax. Издаден е на 12 септември 2011 г. от Megaforce Records.

## Обща информация
Началото на работата по „Worship Music“ започва през ноември 2008 г., но продължава много бавно. Първо групата е напусната от вокалиста Дан Нелсън, а след това се завръща Джон Буш, който решава да не участва в албума и отново напуска. В крайна сметка Джоуи Беладона записва вокалите, за пръв път след „Persistence of Time“ (1990), до април 2011 г. Албумът е миксиран от Дейв Фортман, който работи с Evanescence и Slipknot. „Worship Music“ дебютира на 12-о място в Billboard 200, с 28 000 продадени копия през първата седмица.

## Състав
- Джоуи Беладона – вокали
- Скот Ян – китара
- Роб Каджано – китара
- Франк Бело – бас
- Чарли Бенанте – барабани

### Допълнителен персонал
- Алисън Чесли – виолончело

## Песни
| 1.    | Worship                                                                    | 1:40  |
| 2.    | Earth on Hell                                                              | 3:10  |
| 3.    | The Devil You Know                                                         | 4:46  |
| 4.    | Fight 'Em 'Til You Can't                                                   | 5:48  |
| 5.    | I'm Alive                                                                  | 5:36  |
| 6.    | Hymn 1                                                                     | 0:38  |
| 7.    | In the End                                                                 | 6:48  |
| 8.    | The Giant                                                                  | 3:46  |
| 9.    | Hymn 2                                                                     | 0:44  |
| 10.   | Judas Priest                                                               | 6:24  |
| 11.   | Crawl                                                                      | 5:28  |
| 12.   | The Constant                                                               | 5:01  |
| 13.   | Revolution Screams (край в 6:10, скрита песен „New Noise“ започва в 11:08) | 15:54 |
| 65:43 |                                                                            |       |